# 오키나와현도 제18호선

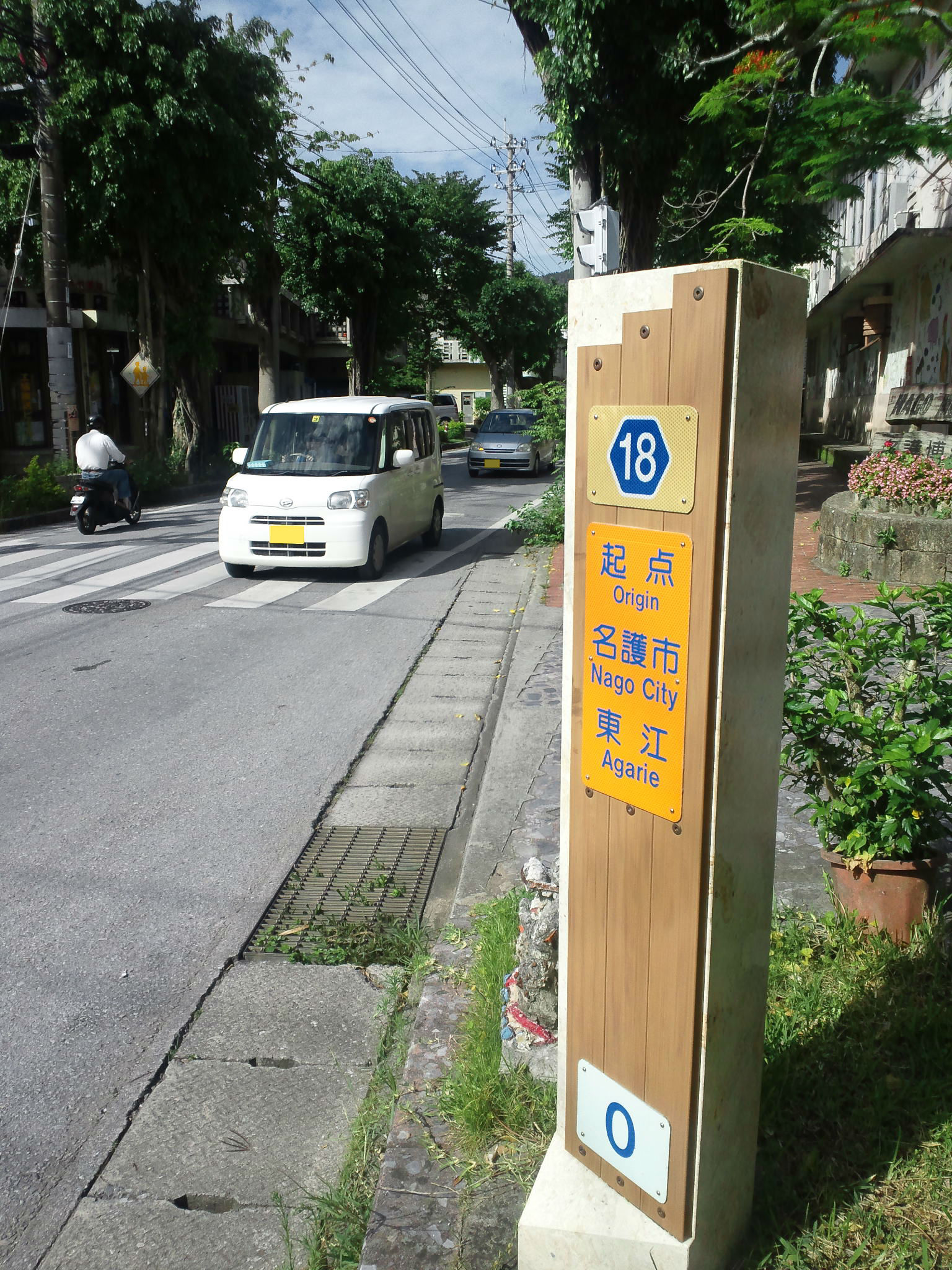
18번 현도의 기점 포스트

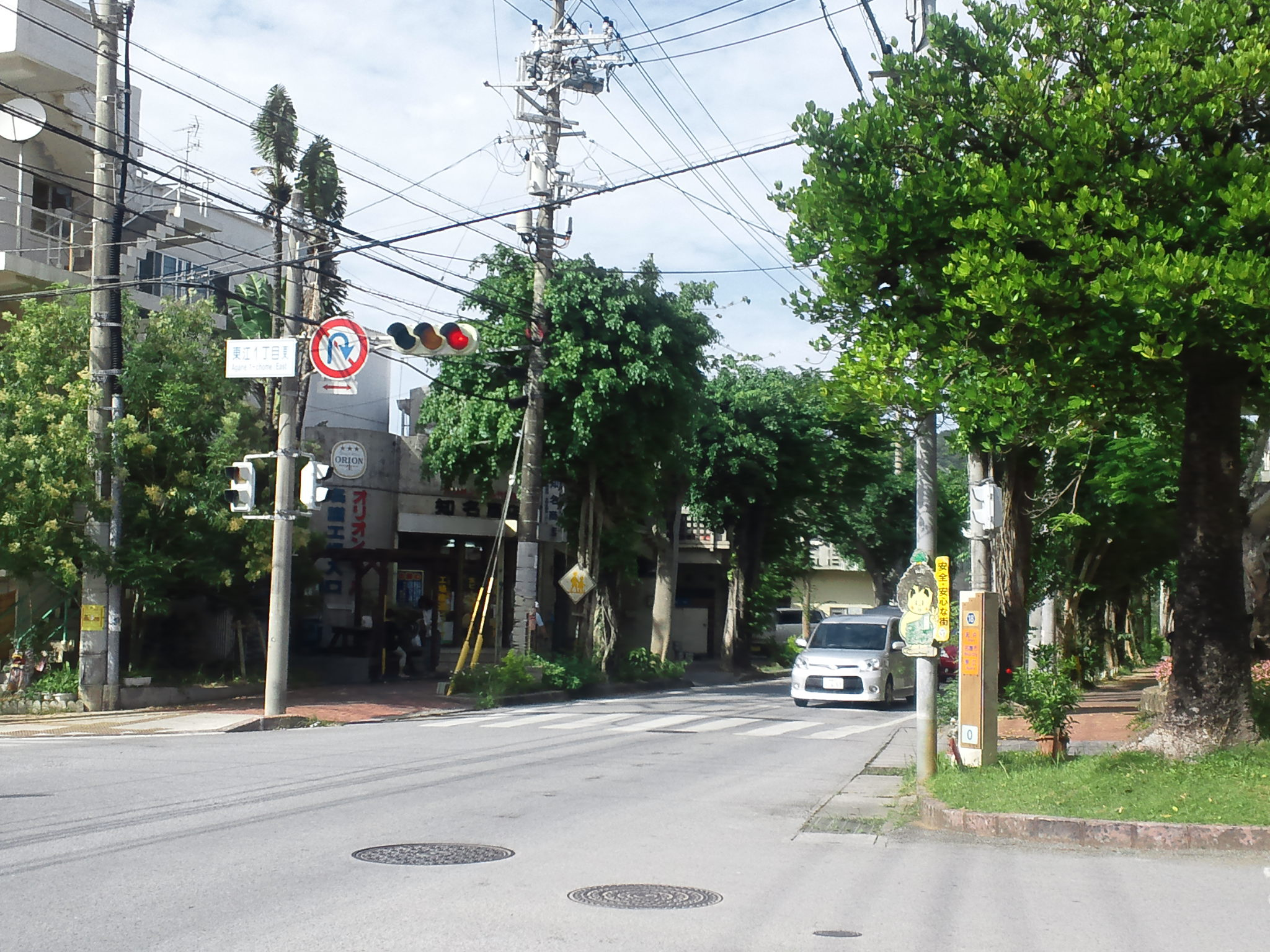
18번 현도의 기점이 있는 아가리에1초메 교차로 (동측 방향)

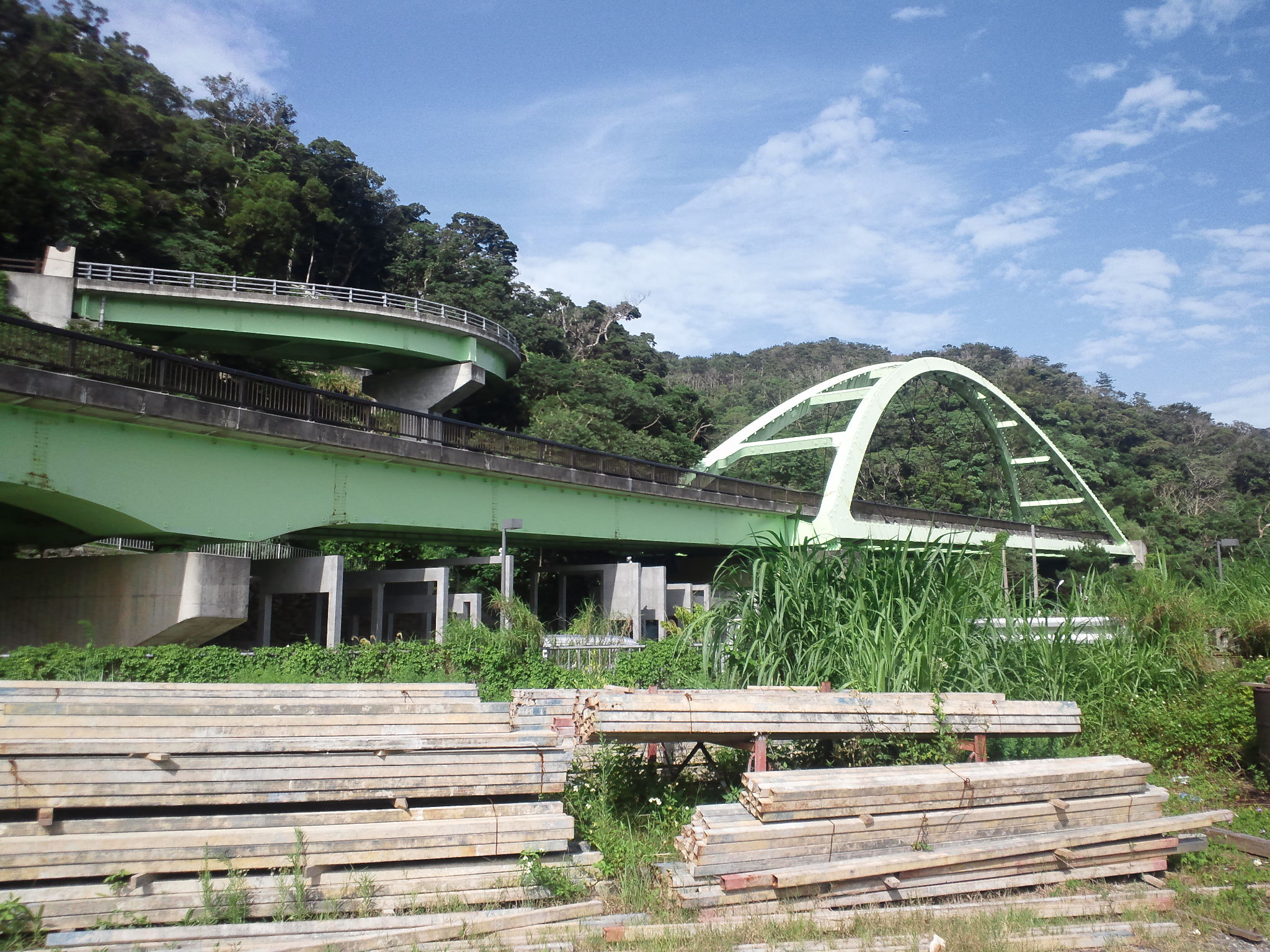
아래의 다리가 나고성 대교이다.

18번 오키나와현도(일본어: 沖縄県道18号線→오키나와현도 18호선)는 오키나와현 나고시의 아가리에에서 오우라까지 이어주는 총 연장 11.52 km의 거리를 가진 일반 현도이다. 그러나 이 현도는 1972년 오키나와섬이 일본으로 반환할 때 공식적으로 현도로 지정되어 있는 것으로 드러난다.

## 개요

### 구간
- 기점 : 나고시 아가리에 (오키나와현도 제84호선)
- 종점 : 나고시 오우라 (국도 제331호선)
- 총 연장 : 11.52 km (실제 연장도 동일함)

### 통과하는 지자체
- 나고시

### 교차하는 도로
- 오키나와현도 제84호선 (기점)
- 국도 제58호선 나고히가시 도로(일본어판) (나고시 나고, 통과만 따로 할 예정에 있음)
- 국도 제331호선 (종점)

### 주요 시설
- 오리온 맥주 나고 공장 (나고시 아가리에)
- 나고 중앙공원 (나고시 아가리에/나고)